# Декларация о независимости Армении
Декларация о независимости Армении (арм. Հայաստանի Հանրապետության անկախության հռչակագիր) — правовой документ, в котором провозглашается начало процесса утверждения независимой государственности и излагаются фундаментальные принципы армянской государственности.
Декларация принята 23 августа 1990 года на первой сессии Верховного Совета Армянской ССР.
Текст декларации был подписан председателем Верховного Совета Армянской ССР (будущим первым президентом Армении) Левоном Тер-Петросяном и секретарем Верховного Совета Армянской ССР Ара Саакяном 23 августа 1990 года в Ереване.

## Содержание
Армянская Советская Социалистическая Республика переименовывается в Республику Армения.
Декларация закрепляет, что на всей территории Республики Армения действуют только Конституция и законы Республики Армения.